# «Я вас кохав…» (фільм)
«Я вас кохав…» (твір на вільну тему) — радянський художній фільм 1967 року. Лірична комедія режисера Іллі Фреза.

## Сюжет
Романтична історія про перше кохання восьмикласника Колі до учениці хореографічного училища Наді.

## У ролях
- Віктор Перевалов — Коля Голіков
- Віолетта Хуснулова — Надя Наумченко
- Віталій Ованесов — Женя Ліпатов
- Лариса Зубкович — Галя Кузіна
- Валерій Рижаков — Жора
- Є. Касатикова — Марина
- Ігор Сихра — Володя Сорокін
- Віра Орлова — мама Колі, Зінаїда
- Євген Весник — тато Колі, Павло
- Наталія Селезньова — Лідія Миколаївна, вчителька літератури
- Наталія Дудинська — Зоя Павлівна, педагог хореографічного училища
- Ніна Чистова — Раїса Дмитрівна Красовська
- Віталій Афанасков — епізод
- Ольга Климович — педагог хореографічного училища
- Вадим Александров — епізод
- Ростислав Славянінов — педагог хореографічного училища
- Сергій Брусберг — учень хореографічного училища
- Станіслав Соколов — кореспондент
- Борис Бахрак — адміністратор
- Л. Сєдих — епізод
- Ольга Вторушинина — Наташа Сімерджиєва, учениця хореографічного училища
- Ольга Фаліна — дівчинка в окулярах в театрі
- Світлана Єфремова — Олена Масловець, учениця хореографічного училища
- Ігор Уксусніков — педагог хореографічного училища
- Георгій Єржемський — диригент
- Валентина Чемберг — костюмер
- Віктор Зозулін — залицяльник Лідії Миколаївни
- Олександр Январьов — Борис Опанасович, завуч
- Світлана Коновалова — член екзаменаційної комісії
- Дмитро Масанов — член екзаменаційної комісії
- Райхана Карімова — епізод
- Микола Романов — перехожий музикант

## Знімальна група
- Автор сценарію — Михайло Львовський
- Режисер-постановник — Ілля Фрез
- Головні оператори — Андрій Кириллов, Михайло Кириллов
- Художник-постановник — Олександр Діхтяр
- Композитор — Нектаріос Чаргейшвілі
- Звукооператор — А. Матвеєнко
- Режисер — С. Федорова
- Оператор — Ю. Постников
- Редактор — В. Погожева
- Художник по костюмах — Н. Шнайдер
- Монтажер — В. Миронова
- Грим — Д. Цесарська
- Комбіновані зйомки: Г. Нікітін, С. Іванов
- Асистенти:

Режисера — Є. Судакова, В. Романовська: Оператора — І. Проскурін, В. Сазонов: Звукооператора — В. Приленський: Художника — Н. Кірюхіна: Художника по костюмах — В. Скопінова
- Державний симфонічний оркестр кінематографії і Ленінградський театр опери та балету імені С. М. Кірова: Диригент: Емін Хачатурян, Віктор Федотов
- Директор картини — Я. Сапожников